# Kreuzkapelle (Aschau im Chiemgau)

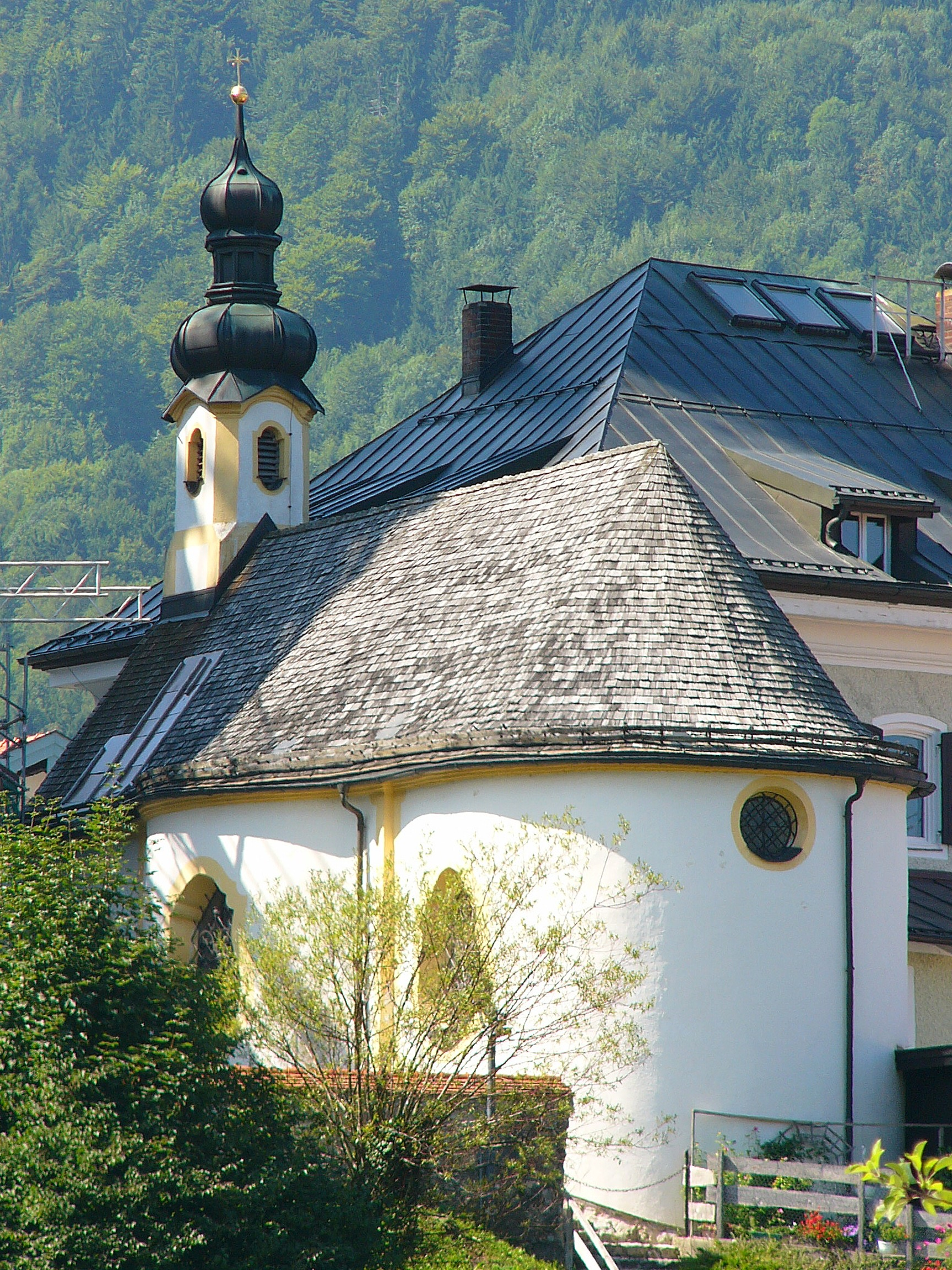
Kreuzkapelle in Aschau im Chiemgau

Die römisch-katholische Kreuzkapelle steht in Aschau im Chiemgau, einer Gemeinde im oberbayerischen Landkreis Rosenheim. Das Bauwerk ist als Baudenkmal unter der Nr. D-1-87-114-118 eingetragen.

## Beschreibung
Die Kapelle wurde 1752/53 anstelle eines Beinhauses errichtet. Der Zentralbau besteht aus einem ovalen Langhaus, an den zwei Querovale als Chor im Osten und als Windfang im Westen angelegt sind. Aus dem Satteldach erhebt sich im Westen ein Dachreiter, der mit einer Welschen Haube bedeckt ist. 
Die Fresken an der Decke sind mit Stuck umrahmt. Zur Kirchenausstattung gehört ein Altar mit einer Kreuzigungsgruppe, der unter einem Baldachin steht. Im Windfang befindet sich ein Gemälde, auf dem das Jüngste Gericht dargestellt ist.